# Хосе Серрісуела
Хосе Серрісуела (ісп. José Serrizuela, нар. 10 червня 1962, Пало) — аргентинський футболіст, що грав на позиції захисника.
Виступав, зокрема, за клуби «Рівер Плейт» та «Індепендьєнте» (Авельянеда). З кожною з команд Серрісуела ставав чемпіоном Аргентини, а з другою з них виграв ще три континентальних трофеї — два Суперкубка Лібертадорес і одну Рекопу Південної Америки. Також виступав за національну збірну Аргентини, з якою став срібним призером чемпіонату світу 1990 року.

## Клубна кар'єра
У дорослому футболі дебютував 1980 року виступами за команду клубу «Лос Андес», в якій провів чотири сезони, взявши участь у 153 матчах другого дивізіону Аргентини. Після цього у сезоні 1985 у цьому ж дивізіоні грав за «Росаріо Сентраль», якому допоміг здобути перше місце та вийти в Прімеру.
Втім у вищому аргентинському дивізіоні Серрісуела за клуб не дебютував, перейшовши в «Ланусі», де недовго пограв 1986 року і в тому ж році став гравцем «Расинга» (Кордова), з яким нарешті зміг зіграти у Прімері.
Своєю грою за останню команду привернув увагу представників тренерського штабу «Рівер Плейта», до складу якого приєднався 1988 року. У команді з Буенос-Айреса під керівництвом молодого тренера Данієля Пассарелли та з такими партнерами як Серхіо Батіста, Ектор Енріке та Габрієль Батістута у сезоні 1989/90 виграв чемпіонат Аргентини.
1990 року Серрісуела відправився до Мексики, де грав за місцеві клуби «Крус Асуль» та «Веракрус», а 1992 року повернувся на батьківщину і провів один рік у «Уракані».
1993 року уклав контракт з клубом «Індепендьєнте» (Авельянеда), у складі якого провів наступні три роки своєї кар'єри гравця. У 1994 році Хосе виграв з командою Клаусуру і став володарем Суперкубка Лібертадорес, другого на той час за престижністю трофею Південної Америки. Наступного року клуб вдруге поспіль виграв Суперкубок Лібертадорес, а також вперше здобув Рекопу Південної Америки.
З 1996 року виступав у «Расингу» (Авельянеда), який став його останнім клубом у вищому дивізіоні, а 1997 року став гравцем «Тальєреса» у Прімері В.
Завершив професійну ігрову кар'єру у клубі «Лос Андес» з Прімери В, у складі якого і розпочинав свою кар'єру, виступаючи протягом 1998—2000 років.

## Виступи за збірну
1989 року дебютував в офіційних матчах у складі національної збірної Аргентини і наступного року був учасником чемпіонату світу 1990 року в Італії, де разом з командою здобув «срібло». З семи матчів Аргентини на турнірі Серрісуела з'являвся в 5-ти. Він виходив у стартовому складі в матчі групового етапу проти збірної СРСР і Румунії, в 1/4 фіналу — з Югославією, в 1/2 фіналу — з Італією і в фінальному матчі проти ФРН. У всіх цих іграх він провів на полі всі 90 хвилин. При цьому і в чвертьфіналі, і в півфіналі Хосе першим з аргентинців пробивав післяматчеві пенальті і в обох випадках забивав, допомагаючи збірній пройти в наступний етап.
Всього у формі головної команди країни провів 8 матчів.

## Титули і досягнення
- Чемпіон Аргентини (2):

«Рівер Плейт»: 1989–1990
«Індепендьєнте» (Авельянеда): Клаусура 1994
- Володар Суперкубка Лібертадорес (2):

«Індепендьєнте» (Авельянеда): 1994, 1995
- Переможець Рекопи Південної Америки (1):

«Індепендьєнте» (Авельянеда): 1995